# Au carrefour

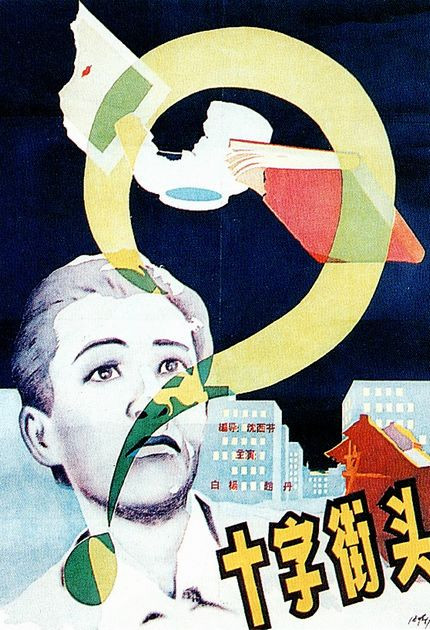
Affiche du film

Au carrefour (titre original : 十字街頭, Shizi jietou) est un film chinois réalisé par Shen Xiling (en) et sorti en 1937.
C'est un classique du cinéma chinois des années 1930.

## Fiche technique
- Titre français : Au carrefour[2],[3] ou Carrefour[4]
- Titre original : 十字街頭, Shizi jietou
- Réalisation : Shen Xiling (en)
- Scénario : Shen Xiling
- Production : Mingxing
- Langue : Mandarin
- Sous-titres : anglais[1]
- Lieu de tournage : Shanghai[5]
- Durée : 110 minutes

## Distribution
- Zhao Dan
- Bai Yang